# Marianne Gruber
Marianne Gruber (Vienna, 4 giugno 1944) è una scrittrice austriaca.

## Biografia
Ha trascorso la sua infanzia nel Burgenland. La sua persona di riferimento era il nonno croato. Ha frequentato il ginnasio umanistico Mariahilfer. Ha poi studiato medicina per diversi semestri e psicologia per due semestri con Viktor Frankl. Marianne Gruber ha completato gli studi di pianoforte al Conservatorio di Vienna con Karger.
Ha scritto prose, poesie, saggi, contributi radiofonici e contributi a numerose antologie, per le quali ha ricevuto diversi premi letterari. Numerosi tour di conferenze l'hanno portata in Europa e all'estero.
Dal 1980 lavora come scrittrice freelance e come presentatrice per Club 2 su ORF. Dal 1991 al 1994 è stata a capo del circolo letterario Podium e dal 1992 al 1995 è stata redattrice della rivista Podium. Dal 1994 al 2016 è stata presidente della Società austriaca di letteratura. Inoltre, Gruber è stata membro dell'Assemblea degli autori di Graz dal 1980 al 1988 ed è membro dell'Austriaco PEN Club dal 1986. Gruber è presidente dell'Associazione degli scrittori austriaci dal 2017.
Marianne Gruber è vedova, ha due figli e vive a Vienna.

## Opere
- Die gläserne Kugel. Utopischer Roman,  Graz, Wien u. Köln: Styria Verlag 1981, ISBN 3-222-11358-0. Auch erschienen bei: TB Frankf. a. M.: Suhrkamp 1984 (= Phantastische Bibliothek, Bd. 123, st 997). ISBN 3-518-37497-4.
- Protokolle der Angst. St. Pölten und Wien, Verlag NÖ Pressehaus 1983 (= Prosa aus Österreich), ISBN 3-85326-680-0.
- Zwischenstation. Roman, Wien: Edition S – Verlag der Österreichischen Staatsdruckerei 1986, ISBN 3-7046-0046-6. Auch erschienen bei: Frankf. a. M.: Suhrkamp 1988 TB (= Phantastische Bibliothek, Bd. 216) (= st 1555)
- Der Tod des Regenpfeifers. Zwei Erzählungen, Frankfurt am Main: Fischer 1991 (= Collection S. Fischer, Bd. 68) (= Fischer TB 2368), ISBN 3-596-22368-7.
- Windstille. Roman, Wien: Edition S – Verlag der Österreichischen Staatsdruckerei 1991, ISBN 3-7046-0227-2.
- Esras abenteuerliche Reise auf dem blauen Planeten. Wien: Jugend & Volk 1992,  ISBN 3-224-11458-4.
- Die Spinne und andere dunkelschwarze Geschichten. Vaduz: Edition LerchenStein 1995 (= Divertimento)
- Ins Schloss. Innsbruck: Haymon 2004, ISBN 3-85218-447-9.
- Erinnerungen eines Narren. Innsbruck: Haymon 2012, ISBN 3-85218-730-3.

## Premi

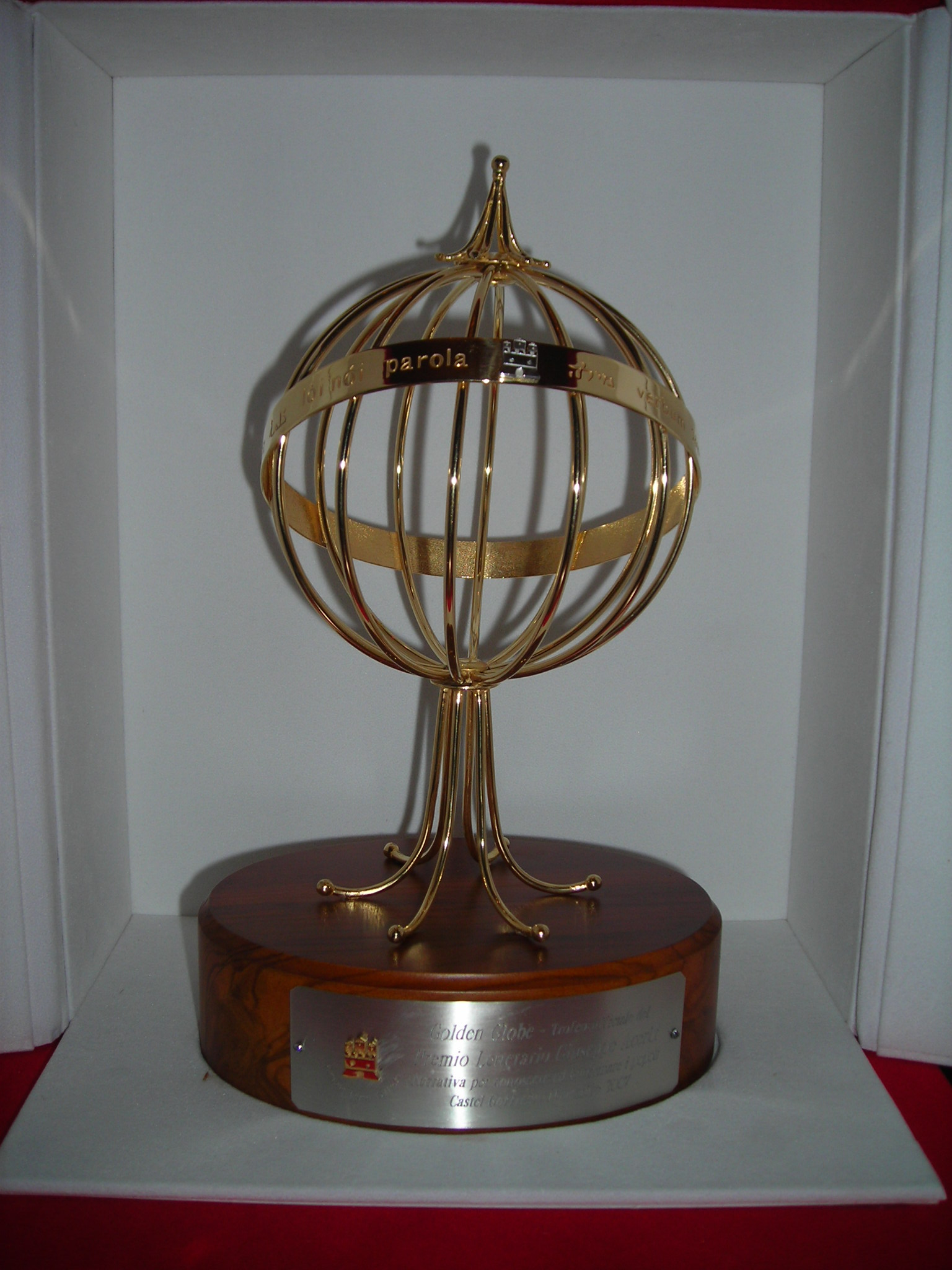
Premio letterario Giuseppe Acerbi.

- Buchprämie des Bundesministeriums für Unterricht und Kunst, 1981
- Preis des Staatssekretariates für Frauenfragen, 1981
- Literaturförderungspreis des Landes Niederösterreich, 1982
- Publikumspreis der Arbeiterkammer Oberösterreich, 1984
- George Orwell-Preis der Stadt St. Pölten, 1984
- Lyrikpreis der lit. Gesellschaft St. Pölten, 1986
- Otto-Stoessl-Preis, 1986
- Kurzgeschichtenpreis der lit. Gesellschaft St. Pölten, 1988
- Staatsstipendium des BMUK, 1990
- Jugendbuchpreis der Stadt Wien, 1992
- Premio letterario Giuseppe Acerbi per il romanzo  Calma di vento, Shakespeare e C., 1996
- Österreichischer Würdigungspreis für Literatur, 1997
- Ehrenprofessur der Universität Nischni Nowgorod, 1997
- Kulturpreis des Landes Burgenland (Literatur und Publizistik) 2016[1]